# Домашовиці (гміна)
Гміна Домашовіце (пол. Gmina Domaszowice) — сільська гміна у південно-західній Польщі. Належить до Намисловського повіту Опольського воєводства.
Станом на 31 грудня 2011 у гміні проживало 3745 осіб.

## Площа
Згідно з даними за 2007 рік площа гміни становила 113.86 км², у тому числі:
- орні землі: 62.00%
- ліси: 29.00%

Таким чином, площа гміни становить 15.23% площі повіту.

## Населення
Станом на 31 грудня 2011:
| Опис     | Загалом | Загалом | Чоловіки | Чоловіки | Жінки | Жінки |
| -------- | ------- | ------- | -------- | -------- | ----- | ----- |
| одиниця  | осіб    | %       | осіб     | %        | осіб  | %     |
| все      | 3745    | 100     | 1828     | 48.81    | 1917  | 51.19 |
| міське   | 0       | 100     | 0        |          | 0     |       |
| сільське | 3745    | 100     | 1828     | 48.81    | 1917  | 51.19 |

## Сусідні гміни
Гміна Домашовіце межує з такими гмінами: Волчин, Намислув, Покуй, Рихталь, Сьверчув.